# Wallington, Hampshire
Wallington är en ort i Storbritannien.   Den ligger i grevskapet Hampshire och riksdelen England, i den södra delen av landet, 100 km sydväst om huvudstaden London. Wallington ligger 3 meter över havet och antalet invånare är 500.
Terrängen runt Wallington är platt. Havet är nära Wallington åt sydost. Runt Wallington är det tätbefolkat, med 343 invånare per kvadratkilometer. Närmaste större samhälle är Southampton, 17,7 km väster om Wallington. 